# Knockmaa

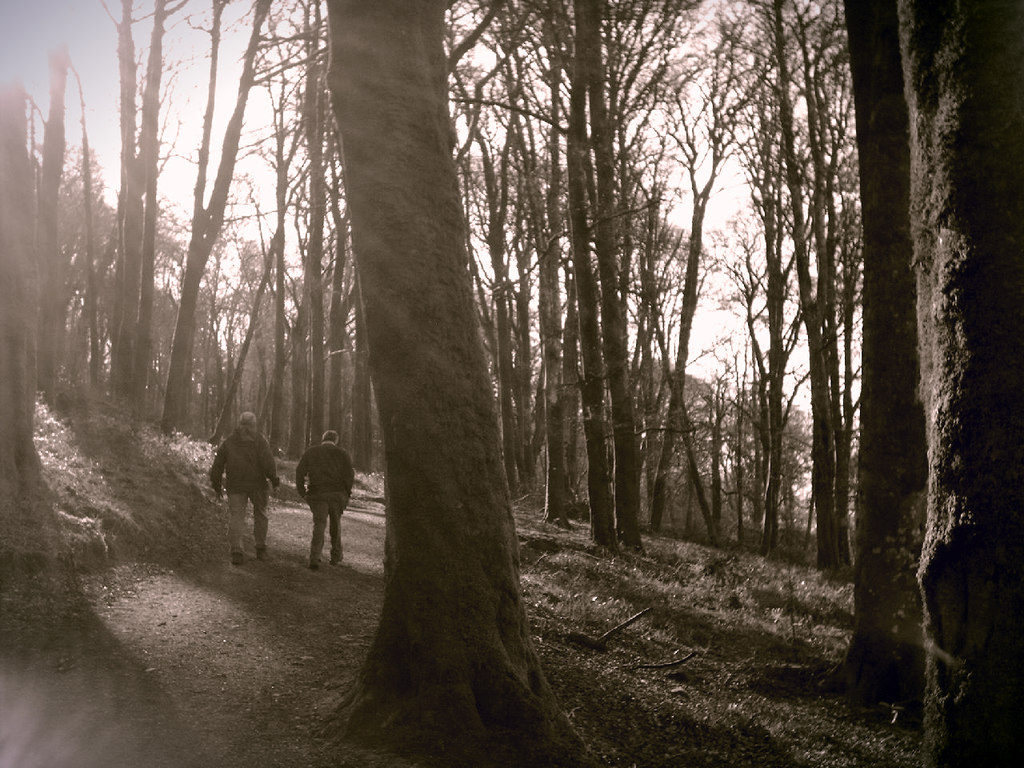

Der Knockmaa (oder Knockma, irisch Cnoc Meá, ältere Schreibung Cnoc Meadha) ist ein unvermittelt aus der Ebene aufragender Hügel auf der Ostseite des Lough Corrib im Norden des County Galway in Irland. Knockmaa bedeutet Maedbs Hügel. 
Nach einer Überlieferung ist die Königin von Connacht unter einem der vier Cairns auf dem Gipfel begraben. Nach einer anderen Legende ist dieser Hügel jedoch der Cul Cessrach, unter dem Cessair liegt. Der zweite Cairn soll nach der Legende der Zugang zum Andersweltsitz von Finvarra (Finnbherra), dem Feenkönig von Connacht, sein. Maedbs Grab wird in der Regel mit dem Cairn von Knocknarea bei Sligo in Zusammenhang gebracht.
Die Ruine des im 13. Jahrhundert errichteten und 1705 zerstörten Old Castle Hackett ist ein Bau der Kirwans, einer Familie der Stämme von Galway. Die Ruine heißt im Volksmund Finvarras Castle. Auf der Südostseite des Knockmaa liegt ein Ringfort mit drei unterirdischen Kammern, die Gaillech Cave (Höhle der Caillech) genannt werden.